# Marie de Bohême
Marie de Bohême (en tchèque : Marie Česká), née vers 1124 et morte après 1172, est une princesse de la dynastie des Přemyslides, fille du duc Sobeslav Ier de Bohême et d'Adélaïde de Hongrie. Elle fut margravine d'Autriche et duchesse de Bavière du fait de sa première union avec le duc Léopold IV de Bavière ; elle devient ensuite margravine de Bade et de Vérone par son mariage avec Hermann III de Bade.

## Biographie
Marie est la seule fille de Sobeslav Ier (mort en 1140), duc de Bohême à partir de 1125, et de son épouse Adélaïde issue de la de la dynastie des Árpád, elle-même une fille du prince Álmos de Hongrie et une petite-fille du roi Géza Ier. 
Afin de renforcer les liens entre la Bohême et la noblesse germanique, son père la marie avec un prince de la maison de Babenberg, le margrave Léopold IV d'Autriche, le 28 septembre 1138. La jeune fiancée n'est âgée que d'une dizaine d'années alors que son fiancé atteint la trentaine. L'alliance ente la Bohême et l'Autriche est confirmée  quand la jeune sœur de Léopold, Gertrude de Babenberg, épouse le neveu et successeur de Soběslav Ier, Vladislav II, deux ans après.
En 1139, un an après le mariage de Marie, le roi Conrad III de Hohenstaufen a déposé le duc Henri X de Bavière et inféodé le  duché de Bavière aux Babenberg, qui régnaient sur le margraviat d'Autriche depuis 976. Le margrave Léopold était le demi-frère de Conrad par sa mère Agnès de Franconie ; le roi avait sans doutes aidé à arranger cette alliance dynastique avec les Přemyslides de Bohême. Léopold prend le contrôle de la Bavière et pendant tout son règne il ne doit jamais faire face aux prétentions du frère cadet d'Henri, Welf VI.
La première union de Marie se termine brutalement au bout de trois ans à la mort inexpliquée de Léopold à l'abbaye de Niederaltaich le 18 octobre 1141. Comme le mariage n'a pas produit d'héritier, l'Autriche et la Bavière sont dévolues à son frère aîné Henri II Jasomirgott.
Une année plus tard elle se remarie avec Hermann III, margrave de Bade depuis 1130, dont elle est la seconde épouse. Hermann participe à la deuxième croisade et en 1151 il est investi de la marche de Vérone par Conrad III. Il demeure un fidèle partisan de la dynastie des Hohenstaufen lors de campagnes en Italie de Frédéric Barberousse, le successeur de  Conrad.
De sa second union avec Hermann, Marie a une fille :
- Gertrude de Bade (morte avant 1225), qui épouse en 1180 le comte Albert II de Dabo-Moha (mort en 1212).

Hermann meurt le 16 janvier 1160. Marie disparaît alors des sources mais elle était encore en vie en 1172. Elle est inhumée dans le couvent des chanoines augustins de Backnang.

## Sources
- (en) Jonathan R. Lyon, Princely Brothers and Sisters: The Sibling Bond in German Politics, 1100-1250, Cornell University Press, 2013.
- (cs) Vaníček V., Soběslav I. Přemyslovci v kontekstu evropských dějin v letech 1092-1140, Praha-Litomyšl 2007, s. 288-290.